# نيفيل براون
نيفيل براون (بالإنجليزية: Neville Brown)‏ مواليد 26 فبراير 1966، هو ملاكم محترف بريطاني سابق صنّف ضمن فئة الوزن المتوسط.

## إحصائيات
خاض خلال مسيرته 40 نزالا، فاز في 32 وخسر في 8. فاز بالضربة القاضية في 25 نزالا.

## وصلات خارجية
- الموقع الرسمي
- نيفيل براون على موقع بوكس ريك (الإنجليزية) (registration required)